# ティモ・ヴオレンソラ
ティモ・ヴオレンソラ（Timo Vuorensola、1979年11月29日 - ）は、フィンランドの映画監督。ティモ・ブオレンソラ/ティモ・ブオレンソーラ/ティモ・ヴォーレンソラ/ティモ・ヴォレンソラとも表記される。

## 略歴
フィンランドのピルカンマー県タンペレ郡タンペレで誕生する

。1995年より活動を開始する。監督・脚本家・製作者であるサムリ・トルソネンによって創作された一連のパロディ、スターレックシリーズに関わる。はじめ音響技術者としてそしてまた俳優としても出演するようになる。1997年、サムリ・トルソネン作の『Star Wreck V: Lost Contact』に出演して、プリンゴン人のドワーフを演ずる。1998年、初の短編映画『Norjalainen huora』を手がける。2002年冬、インダストリアル・アンビエントノイズ系のバンド「Älymystö」を結成、リードヴォーカリストとして音楽活動もする。2005年、監督を務め自ら出演もしたフィンランドのSFアクションコメディ映画『スターレック 皇帝の侵略』を発表し、国内外で高い人気を示す。2012年に公開されたSF映画『アイアン・スカイ』を手掛け、世界的に高い評価を受けた。

## フィルモグラフィ
- Star Wreck IV: The Kilpailu (1996)
- Star Wreck V: Lost Contact (1997) 出演
- Norjalainen huora (1998) 短編映画。 監督・出演
- スターレック 皇帝の侵略（英語版） Star Wreck: In the Pirkinning (2005) 監督・出演
- アイアン・スカイ Iron Sky (2012)  監督・脚本
- アイアン・スカイ 第三帝国の逆襲 Iron Sky: The Coming Race (2019) 監督